# Акйол, Мустафа
Мустафа Акйол (род. 1972) — турецкий писатель

 и журналист, в 2012 году вошёл в лонг-лист премии Лайонела Гелбера за книгу «Islam without Extremes: A Muslim Case for Liberty». С 2013 года пишет для издания «International New York Times».

## Биография
Сын либерального журналиста Тахи Акйола, начальное образование получил в Анкаре. Затем окончил лицей Нишанташи Анадолу и факультет международных отношений Босфорского университета. Затем получил степень магистра в том же университете, его магистерская диссертация была посвящена курдскому вопросу в Турции. Впоследствии Акйол написал на её основе книгу «Kürt Sorununu Yeniden Düşünmek: Yanlış Giden Neydi, Bundan Sonra Nereye?» (Переосмысление курдской проблемы: что пошло не так и что затем?).
Ведёт колонки в изданиях «Star» и «Hürriyet Daily News». Критикует исламский экстремизм и турецкий секуляризм, который, по его мнению, связан с якобинством и фундаментализмом. В его статьях периодически проявляется его позитивный настрой в отношении правящей турецкой партии справедливости и развития.
Вёл семинары в нескольких университетах США и Великобритании на такие темы, как ислам, политика и турецкая политика. Прочёл лекцию на конференции TED.
Статьи Акйола выходили в таких изданиях, Foreign Affairs, The Wall Street Journal, Washington Post, The Forward, First Things, Huffington Post, The Weekly Standard, The Washington Times, The American Enterprise, National Review, FrontPage Magazine, Newsweek и Islam Online.

## Труды
- Akyol, Mustafa. Islam Without Extremes (англ.). — 1st. — W.W. Norton & Company, 2011. — ISBN 978-0-393-07086-6.
- Akyol, Mustafa. Rethinking The Kurdish Question: What Went Wrong? What Next? (англ.). — Dogan Publishing.
- Акийол, Мустафа. Исламский Иисус. Как Царь Иудейский стал у мусульман пророком. — Эксмо.